# Fundulea
Fundulea is een stad (oraș) in het Roemeense district Călărași. 
Het verschijnt voor het eerst als Fondele op de kaart van de vorstendommen Moldavië en Walachije uit 1774, door Jacob Friedrich Schmidt. 
De eerste documentaire vermelding is in 1778 in Historical and Geographical Memoirs on Walachije, gepubliceerd in Leipzig door generaal Bauer: Fundule petit village sur le ruisseau de Katora, pagina 145. 
De stad telt 6692 inwoners (2002).